# Unter Verdacht: Grauzone
Grauzone ist ein deutscher Fernsehfilm von Andreas Herzog aus dem Jahr 2015. Es handelt sich um die dreiundzwanzigste Episode der ZDF-Kriminalfilmreihe Unter Verdacht mit Senta Berger als Dr. Eva Maria Prohacek in der Hauptrolle.

## Handlung
Der Bruder des angeklagten Münchner Polizeibeamten Peter Söllner wird tot aufgefunden. Gegen Söllner läuft ein Verfahren, weil er den Landtagsabgeordneten Roman Pinkow bei einer Verkehrskontrolle mit seiner Dienstwaffe bedroht hat. Pinkow zieht die Anzeige gegen Peter Söllner allerdings zurück. Dr. Eva-Maria Prohacek stellt bei der Befragung des Bruders fest, dass Peter Söllner ihr bewusst Informationen verschweigt. Bei ihren Ermittlungen gerät sie auch an einen unseriösen Pflegedienst, der für die Versorgung von älteren Menschen mit Migrationshintergrund zuständig ist. Dort wird in großem Stil Abrechnungsbetrug begangen. Für verstorbene Patienten wird einfach weiter kassiert, als lebten sie noch, die Leichen werden heimlich entsorgt. Hinter allem steht der skrupellose Politiker Hubert Cuntze.

## Hintergrund
Der Film wurde vom 5. November 2013 bis zum 6. Dezember 2013 in München und Umgebung gedreht. Die Folge wurde am 13. März 2015 um 20:15 Uhr auf arte erstausgestrahlt.

## Kritik
Die Kritiker der Fernsehzeitschrift TV Spielfilm vergaben dem Film die bestmögliche Wertung, sie zeigten mit dem Daumen nach oben. Sie fanden, der Krimi sei „reflektiert, mit Niveau inszeniert und beunruhigend in der Wirklichkeit verwurzelt“, und konstatierten: „Lichtblick im großen Krimi-Einerlei“.